# بورصة شيكاغو التجارية
بورصة شيكاغو التجارية (CME) غالبًا ما تسمى «شيكاغو ميرك»، أو «ميرك») هي بورصة للمشتقات المالية والسلعية الأمريكية ومقرها شيكاغو وتقع في 20 شارع واكر درايف. تأسست بورصة شيكاغو التجارية في عام 1898 مثل مجلس شيكاغو للتجارة في الزبد والبيض، وبورصة السلع الزراعية. في البداية، كانت البورصة منظمة غير هادفة للربح. أصبحت ميرك بورصة مساهمة في نوفمبر عام 2000 وتم عرضها للاكتتاب العام في ديسمبر عام 2002، ودمجها في مجلس شيكاغو للتجارة في يوليو 2007 لتصبح سوقًا للاتفاقيات المحددة لمجموعة بورصة شيكاغو التجارية، التي تدير كلا السوقين. ويشغل فبندر جيل منصب الرئيس التنفيذي لمجموعة بورصة شيكاغو التجارية، ويشغل تيرينس إيه دافي منصب الرئيس والرئيس التنفيذي للمجلس، ويشغل ليو ميلاميد منصب الرئيس الفخري. في 18 أغسطس 2008، وافق المساهمون على الاندماج في بورصة نيويورك التجارية (NYMEX) وبورصة السلع (COMEX). وحاليًا تعتبر ميرك، ومجلس شيكاغو للتجارة، وبورصة نيويورك التجارية، وبورصة السلع من الأسواق المملوكة لمجموعة بورصة شيكاغو التجارية.
واليوم، تتداول ميرك عدة أنواع من الأدوات المالية: أسعار الفائدة، والأسهم، والعملات والسلع الأساسية. وتوفر أيضًا التداول في الاستثمارات البديلة، مثل حالة الطقس والمشتقات العقارية، ولديها عدد من عقود الخيار والعقود الآجلة والعقود المفتوحة (عدد من العقود المعلقة) يزيد عن أي بورصة عقود آجلة في العالم.
وبوصفها منظمة تنظيم ذاتي (DSRO)، كانت بورصة شيكاغو التجارية تمتلك سلطة مراجعة تنظيمية أولية على الشركات مثل شركة إم إف جلوبال.
تعتبر أيضًا بورصة شيكاغو التجارية رائدة برنامج التحليل المعياري لمخاطر المحافظ الذي طورته بورصة شيكاغو التجارية والذي يُستخدم في جميع أنحاء العالم باعتباره الآلية الرسمية لضمان حسن التنفيذ (هامش) لـ 50 بورصة مسجلة، ومنظمات المقاصة، ومكاتب الخدمات والهيئات التنظيمية في جميع أنحاء العالم.

## برامج التداول
يجري التداول بطريقتين؛ الأولى تأخذ شكل المزايدة العلنية والثانية تأخذ شكل برنامج التداول الإلكتروني جلوبكس المستخدم في بورصة شيكاغو التجارية. وما يقرب من 80 بالمائة من حجم التداول الكلي يتم إلكترونيًا على نظام جلوبكس المستخدم في بورصة شيكاغو التجارية.

### المزايدة العلنية
نظرًا لعملها خلال جلسات التداول العادية (RTH)، تتكون طريقة المزايدة العلنية من المتداولين في البورصة المنتظرين في قاعة التداول لسماع ترتيب سلعة معينة وأسعارها وكمياتها. ويرتدي المتداولون سترات مختلفة الألوان لتوضح وظائفهم في الصالة (المتداولون، والسعاة، وموظفي البورصة، وما إلى ذلك). وبالإضافة إلى ذلك، يتم استخدام إشارات يد معقدة (تسمى [[المراجح). تم استخدام إشارات اليد هذه لأول مرة في سبعينيات القرن العشرين. وقاعات التداول هي مناطق منخفضة من الصالة لتسهيل التواصل، وهي تشبه إلى حد ما مدرجًا مصغرًا. يمكن أن ترتفع قاعات التداول وتنخفض وفقًا لحجم التداول. بالنسبة للمشاهدين، يبدو نظام المزايدة العلنية فوضويًا ومرتبكًا، لكنه في الواقع يشكل نظامًا معتمدًا وصحيحًا للتداول الدقيق والفعال. وقد تم إعداد مشروع مصور لتسجيل لغة إشارات اليد المستخدمة في قاعات تداول بورصة شيكاغو التجارية.

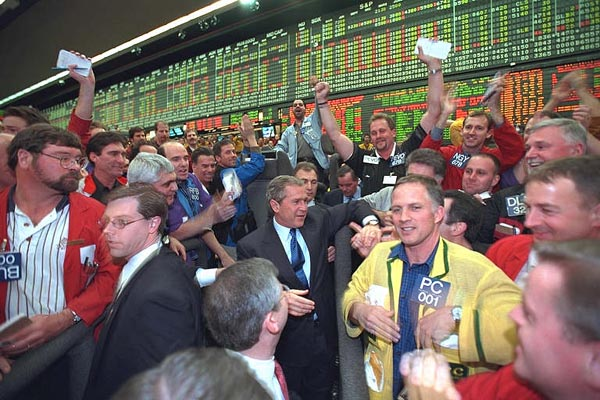
الرئيس السابق

جورج بوش الابن|جورج دبليو بوش]] في بورصة شيكاغو (6 مارس، 2001).]]

### التداول الإلكتروني
نظرًا لأنه يعمل فعليًا على مدار الساعة، يعتبر نظام جلوبكس المستخدم في بورصة شيكاغو التجارية اليوم أساس بورصة شيكاغو التجارية وقد تم اقتراحه في عام 1987، وتم عرضه في عام 1992 كأول برنامج تداول إلكتروني عالمي للعقود الآجلة. وسمح هذا النظام التجاري الإلكتروني الكامل للمشاركين في السوق بالتداول عبر المقصورات الموجودة في البورصة أو أثناء الجلوس في المنزل أو المكتب على بعد آلاف الأميال. في 19 أكتوبر عام 2004، تم تسجيل مليار (1000000000) عملية تجارية.
عند إطلاق نظام جلوبكس للمرة الأولى، استخدم التكنولوجيا الخاصة بوكالة رويترز وشبكتها. وقد شهد عام 1998 إطلاق الجيل الثاني من نظام جلوبكس باستخدام نسخة معدلة من نظام التداول NSC، الذي وضعته بورصة باريس للسوق الدولية الفرنسية للعقود الآجلة (والتي تسمى حاليًا يورونكست)
وللاتصال بنظام جلوبكس، يتصل المتداولون عبر بروتوكول بيانات السوق (MDP) وiLink 2.0 لتوجيه النظام.

## عمليات الاندماج والاستحواذ
في عام 2006 اشترت بورصة شيكاغو التجارية «سواب ستريم»، برنامج التداول الإلكتروني لمقايضات سعر الفائدة، ومقرها لندن.
في 17 أكتوبر 2006، أعلنت بورصة شيكاغو التجارية شراء مجلس شيكاغو للتجارة بمبلغ 8 مليارات دولار في شكل أسهم، لتضم المؤسستين الماليتين في شركة مجموعة بورصة شيكاغو التجارية. استخدم مجلس شيكاغو للتجارة سابقًا برامج تكنولوجية خارجية لكنه انتقل إلى نظام التداول جلوبكس المستخدم في بورصة شيكاغو التجارية. وسيوفر ذلك المزيد من المدخرات المرتقبة لعملية الاندماج. وسيعزز الاندماج أيضًا موقف المجموعة الموحدة في سوق المشتقات المالية العالمية. تم تعديل اتفاقية الاندماج في 20 ديسمبر 2006، و11 مايو 2007، و14 يونيو2007، و6 يوليو2007. وقد أصدر المساهمون اتفاقية الاندماج لكل من بورصة شيكاغو التجارية ومجلس شيكاغو للتجارة في 9 يوليو 2007. تم غلق الاندماج بصفة رسمية في 12 يوليو 2007، وبعد ذلك توقف مجلس شيكاغو للتجارة (الرمز القديم: BOT) عن التداول وتحول إلى أسهم بورصة شيكاغو التجارية على النحو المتفق عليه، وبدأت الشركة القابضة الشاملة العمل كمجموعة بورصة شيكاغو التجارية، وهي شركة تضم بورصة شيكاغو التجارية ومجلس شيكاغو للتجارة. في 13 يناير 2008، تحول التداول الإلكتروني في مجلس شيكاغو للتجارة إلى نظام الحاسب الآلي في البورصة التجارية.
في 17 مارس عام 2008، قبلت بورصة نيويورك التجارية (NYMEX) عرضًا من مجموعة بورصة شيكاغو التجارية، الشركة الأم لبورصة شيكاغو التجارية، لشراء بورصة نيويورك التجارية بمبلغ 8.9 مليارات دولار نقدًا وأسهم مجموعة بورصة شيكاغو التجارية. وتمت عملية الشراء رسميًا في 22 أغسطس عام 2008، وتم دمج أنظمة بورصة نيويورك التجارية بالكامل بحلول 30 سبتمبر عام 2009.

## العقود الآجلة وعقود الخيار الخاصة بالسلع
تشمل عقود السلع الزراعية: الماشية الحية، والخنازير الهزيلة، والماشية المغذية، وحليب الفئة الرابعة، وحليب الفئة الثالثة، وبطون لحم الخنزير المجمدة، ومسحوق الحليب منزوع الدسم الدولي (ISM)، والحليب الجاف خالي الدسم، والحليب الجاف خالي الدسم القابل للتسليم، ومصل اللبن الجاف، والزبدة التي يتم تسديد ثمنها نقدًا، والزبدة، والخشب متفاوت الطول، ولب الخشب اللين، ولب الخشب الصلب.

## وصلات خارجية
- CME Group Inc. website